# Multicomunitarismo
Il modello dello Stato-multinazionale definisce il concetto di multicomunitarismo come uno stato formato da più comunità, ognuna consapevole della propria identità etnica, dimostrando il desiderio di supremazia razziale.
Il multicomunitarismo si differenzia dal multiculturalismo in quanto in quest'ultima diverse etnie vivono in un contesto sociale in maniera più o meno integrata.
Un esempio di stato multinazionale è il regno del Belgio in cui coesistono l'etnia fiamminga e quella vallone.